# Kunitachi

Kunitachi (国立市 Kunitachi-shi?) este un municipiu din Japonia, zona metropolitană Tokyo.